# Corrupción (abuso de poder)

Mapa que representa el Índice de percepción de corrupción en el mundo (2022). Una puntuación más alta indica niveles más bajos de corrupción.
100 – 90
89 – 80
79 – 70
69 – 60
59 – 50
49 – 40
39 – 30
29 – 20
19 – 10
9 – 0
Sin información

El término corrupción generalmente indica el mal uso por parte de un funcionario de su autoridad y los derechos que se le confían, así como la autoridad relacionada con este estado oficial, oportunidades, conexiones para beneficio personal, contrario a la ley y los principios morales. La corrupción también se llama soborno de funcionarios, el cual es típico de los estados de la mafia.
Un signo característico de corrupción es un conflicto entre las acciones de un funcionario y los intereses de su empleador, o un conflicto entre las acciones de una persona elegida y los intereses de la sociedad. Muchos tipos de corrupción son similares al fraude cometido por un funcionario y pertenecen a la categoría de crímenes contra el poder estatal. 
Cualquier funcionario con discreción puede estar sujeto a la corrupción en la distribución de cualquier recurso que no le pertenezca a su discreción (funcionario, diputado, juez, agente de la fuerza de seguridad, administrador, etc.). El principal incentivo para la corrupción es la posibilidad de obtener beneficios económicos (rentas) asociados con el uso del poder, y el principal elemento disuasorio es el riesgo de exposición y castigo.
La naturaleza sistémica de la corrupción se manifiesta en su naturaleza coercitiva para aquellos que trabajan en organizaciones gubernamentales cubiertas por ella: los rangos inferiores recaudan sobornos y comparten con los rangos superiores para mantener su propia posición.
Según estudios macroeconómicos y políticos, la corrupción causa daños significativos e impide el crecimiento económico y el desarrollo en interés de la sociedad en general. Además, a nivel microeconómico se evidencia que en general mayores niveles de corrupción disminuyen las inversiones en infraestructuras realizadas mediante colaboraciones público-privadas en países en desarrollo.
En muchos países, los actos de corrupción o corruptos son punibles (castigables) por la ley; principalmente en los países del primer mundo.

## Convención de las Naciones Unidas contra la Corrupción

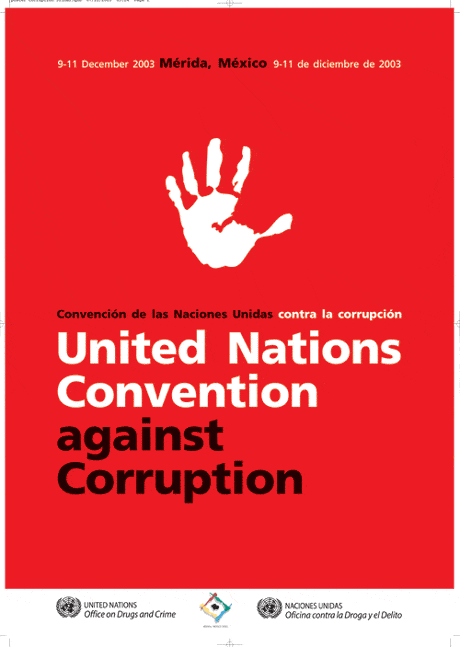
Convención de las Naciones Unidas contra la Corrupción

La convención de las Naciones Unidas contra la Corrupción es un tratado multilateral de la Organización de las Naciones Unidas con el fin de prevenir y combatir la corrupción política. Fue adoptada el 31 de octubre de 2003 por la Asamblea General de las Naciones Unidas con la Resolución 58/4 con fecha de agosto de 2018, había 186 ratificantes.
Esta convención fue promovida por la Oficina de Naciones Unidas contra la Droga y el Delito (UNODC).

## Definiciones y escalas

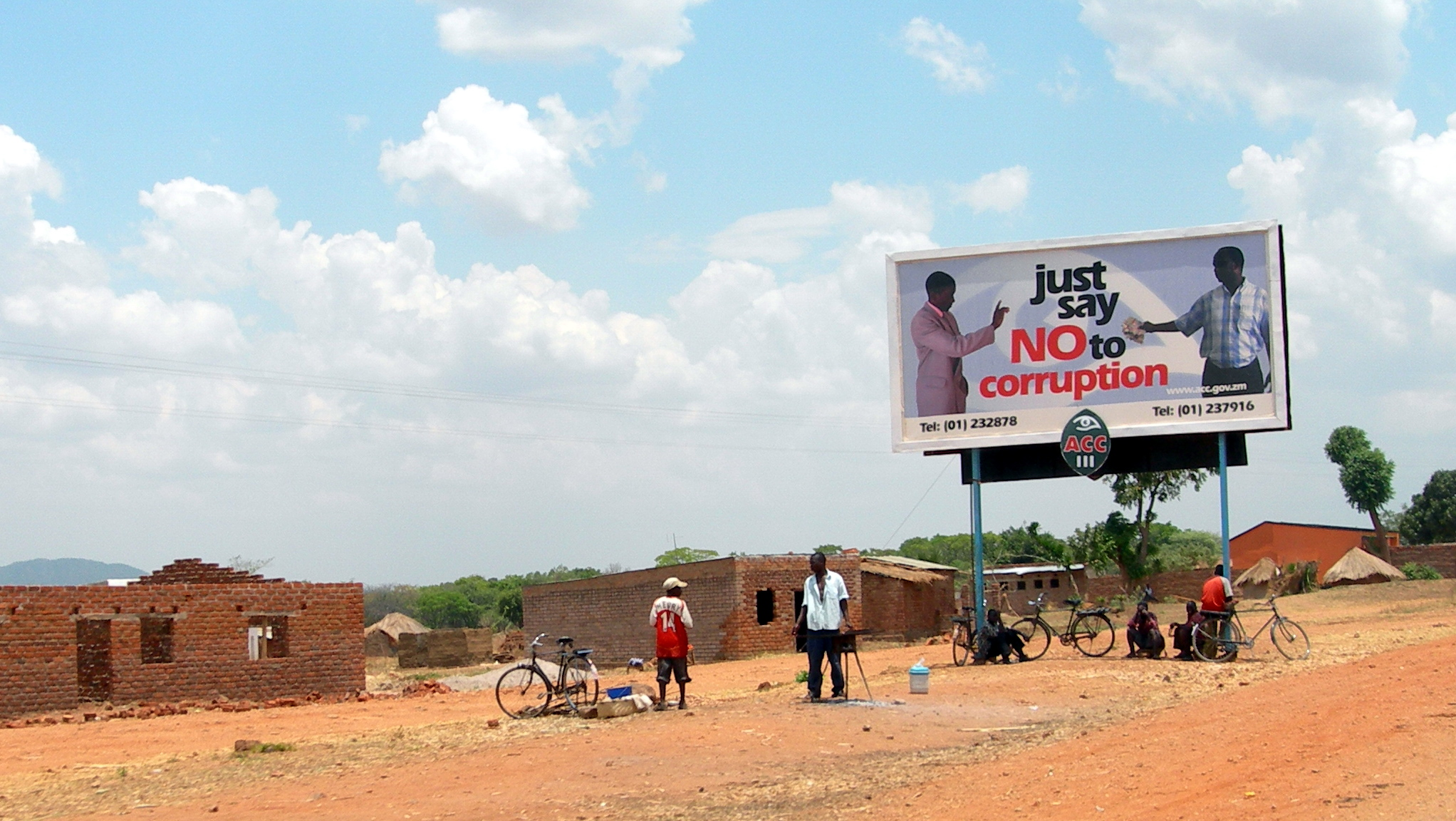
Una valla publicitaria en Zambia exhortando al público a "Decir no a la corrupción".

Stephen D. Morris, un profesor de política, escribió que la corrupción política es el uso ilegítimo del poder público para beneficiar un interés privado. El economista Ian Senior definió la corrupción como la acción de proporcionar secretamente un bien o un servicio a un tercero para influir en determinadas acciones que benefician al corrupto, a un tercero o a ambos en los que el agente corrupto tiene autoridad. 
El economista del Banco Mundial Daniel Kaufmann amplió el concepto para incluir la "corrupción legal" en la que se abusa del poder dentro de los límites de la ley, ya que los que tienen poder suelen tener la capacidad de crear leyes para su protección. El efecto de la corrupción en las infraestructuras es aumentar los costes y el tiempo de construcción, disminuir la calidad y reducir el beneficio.
La corrupción es un fenómeno complejo y puede darse a diferentes escalas. La corrupción va desde pequeños favores entre un número reducido de personas (corrupción menor), a la corrupción que afecta al gobierno a gran escala (gran corrupción), y la corrupción que es tan frecuente que forma parte de la estructura cotidiana de la sociedad, incluida la corrupción como uno de los síntomas del crimen organizado (corrupción sistémica).
Se han desarrollado una serie de indicadores y herramientas que pueden medir las diferentes formas de corrupción con una precisión cada vez mayor; pero cuando estos no son prácticos, un estudio sugiere mirar la grasa corporal como una guía aproximada después de encontrar que la obesidad de los ministros del gabinete en los estados del postsoviético estaba altamente correlacionada con medidas más precisas de la corrupción.

### Corrupción menor
La corrupción menor se produce a menor escala y tiene lugar en la ejecución de los servicios públicos cuando los funcionarios públicos se encuentran con el público. Por ejemplo, en muchos lugares pequeños, como las oficinas de registro, las comisarías de policía, las juntas estatales de concesión de licencias, y muchos otros sectores privados y gubernamentales.

### Corrupción a gran escala
La gran corrupción se define como la corrupción que se produce en los niveles más altos del gobierno de una manera que requiere una subversión significativa de los sistemas políticos, legales y económicos. Este tipo de corrupción suele darse en países con gobiernos autoritarios o dictatoriales, pero también en aquellos que no cuentan con una adecuada vigilancia de la corrupción.
El sistema de gobierno en muchos países se divide en los poderes legislativo, ejecutivo y judicial en un intento de proporcionar servicios independientes que estén menos sujetos a la gran corrupción debido a su independencia entre sí.

### Corrupción sistémica
Corrupción sistémica (o corrupción endémica) es la corrupción que se debe principalmente a las debilidades de una organización o proceso. Puede contrastarse con los funcionarios o agentes individuales que actúan de forma corrupta dentro del sistema.
Los factores que fomentan la corrupción sistémica incluyen incentivos contradictorios, poderes discrecionales; poderes monopolísticos; falta de transparencia; bajos salarios; y una cultura de impunidad. Entre los actos específicos de corrupción se encuentran "el soborno, la extorsión y la malversación" en un sistema en el que "la corrupción se convierte en la norma y no en la excepción. " Los estudiosos distinguen entre corrupción sistémica centralizada y descentralizada, según el nivel de corrupción estatal o gubernamental que tenga lugar; en países como los Estados postsoviéticos se dan ambos tipos.
Algunos estudiosos sostienen que existe un deber negativo de los gobiernos occidentales de proteger contra la corrupción sistemática de los gobiernos subdesarrollados.
La corrupción ha sido un problema importante en China, donde la sociedad depende en gran medida de las relaciones personales. A finales del siglo XX esto se combinó con el nuevo afán de riqueza, lo que produjo un aumento de la corrupción. El historiador Keith Schoppa afirma que el soborno era sólo una de las herramientas de la corrupción china, que también incluía "la malversación, el nepotismo, el contrabando, la extorsión, el amiguismo, las comisiones ilegales, el engaño, el fraude, el despilfarro de dinero público, las transacciones comerciales ilegales, la manipulación de acciones y el fraude inmobiliario". Dadas las repetidas campañas anticorrupción, era una precaución prudente trasladar la mayor cantidad posible de dinero fraudulento al extranjero.
Como país de la Unión Postsoviética, Armenia también se enfrenta a problemas relacionados con la corrupción. Esto se ha trasladado a Armenia así como a otras repúblicas miembros de la Unión Soviética como herencia. Armenia fue una agradable excepción. Después de la revolución de terciopelo armenia en 2018 el nuevo gobierno hizo de la lucha contra la corrupción una prioridad oficial de primer orden. La "Estrategia Anticorrupción" pareció dar resultados, ya que pasó del puesto 105 en el Puntuación del IPC al 60 en sólo dos años.
En los países latinoamericanos, la corrupción está permitida como resultado de las normas culturales de la institución. En países como Estados Unidos, existe un sentido de confianza relativamente fuerte entre extraños, que no se encuentra en los países latinoamericanos. En los países latinoamericanos, esta confianza no existe, ya que las normas sociales implican que ningún extraño es responsable del bienestar o la felicidad de otro extraño. En cambio, la confianza se encuentra en los conocidos. Los conocidos son tratados con confianza y respeto, un nivel de confianza que no se encuentra entre los conocidos en países como Estados Unidos. Esto es lo que permite la corrupción en los países latinoamericanos. Si existe una confianza lo suficientemente fuerte dentro de una administración como para que nadie traicione al resto, las políticas corruptas tendrán lugar con facilidad. En Estados Unidos, esto no podría ocurrir, ya que no existe una confianza lo suficientemente fuerte entre los miembros de una administración como para permitir la corrupción. En los países latinoamericanos se valora más la individualidad, que incluye la de los conocidos, a diferencia de países como Estados Unidos, que no incluye a los conocidos.

## Tipos de corrupción en los diferentes sectores

### Corrupción política
La corrupción política es un fenómeno criminal que consiste en la actuación intencionalmente indebida de funcionarios y autoridades públicas, usualmente en connivencia, o por indicación, o presión de personas físicas ajenas al Estado, empresas privadas o extranjeras y grupos de poder, haciendo uso de los recursos del Estado a los que tienen acceso, para conseguir un beneficio ilegítimo, generalmente de forma secreta.
Según Hernández Gómez (2018), la corrupción se define como «toda violación o acto desviado, de cualquier naturaleza, con fines económicos o no, ocasionada por la acción u omisión de los deberes institucionales, de quien debía procurar la realización de los fines de la administración pública y que en su lugar los impide, retarda o dificulta». Por esta razón se puede hablar del nivel de corrupción o de transparencia de un Estado legítimo.
Las formas de corrupción varían, pero las más comunes son el uso ilegítimo de información privilegiada y el patrocinio; además de los sobornos, el tráfico de influencias, la evasión fiscal, las extorsiones, los fraudes, la malversación, la prevaricación, el caciquismo, el compadrazgo, la cooptación, el nepotismo, la impunidad y el despotismo. La corrupción facilita a menudo otro tipo de hechos criminales como el narcotráfico, el lavado de dinero, la prostitución ilegal y la trata de personas, aunque por cierto no se restringe a estos crímenes organizados y no siempre apoya o protege otros crímenes.

### Corrupción empresarial
En criminología, la corrupción o delincuencia empresarial se refiere a delitos y faltas cometidos por una empresa (como persona jurídica) o por personas que actúan en nombre de una empresa. Algunos comportamientos nocivos de las empresas no constituyen delito; esto depende de las leyes y las jurisdicciones que afectan a su actuación. Por ejemplo, algunas jurisdicciones permiten la información privilegiada.
La corrupción empresarial frecuentemente coincide con:
- delitos de cuello blanco, porque la mayoría de personas que pueden actuar como o representar los intereses de una empresa son profesionales de cuello blanco;
- crimen organizado, porque los delincuentes pueden usar las corporaciones para propósitos criminales como el lavado de dinero procedente del crimen; el "producto bruto criminal" o volumen de negocio asociado a actividades delictivas se estima que alcanza el 20% del comercio mundial (de Brie 2000), y
- corrupción política porque, en muchos contextos, la oportunidad de cometer delitos se facilita por la protección de las autoridades.

### Corrupción en salud
La corrupción, el abuso del poder confiado para beneficio privado, tal como lo define Transparencia Internacional, es sistémico en el sector de la salud. Las características de los sistemas de salud con su suministro concentrado de un servicio, el alto poder discrecional de sus miembros que controlan el suministro y la baja rendición de cuentas a los demás son la constelación exacta de las variables descritas por Klitgaard, de las cuales depende la corrupción.: 26